# Centrum Kultury Filmowej Awangarda 2 w Olsztynie
Centrum Kultury Filmowej Awangarda 2 – kino w Olsztynie przy ul. Stare Miasto 23.
Kino Awangarda jest najstarszym funkcjonującym kinem stolicy województwa warmińsko-mazurskiego. Jego początki sięgają roku 1910 (jest to trzecie najstarsze kino w Polsce). Po roku 1990 pracą nad nim zajął się Konrad Lenkiewicz. Obecnie jest to jedna z dwóch tego typu placówek działających w Olsztynie, obok multipleksu Helios. Konkurencyjność Awangardy oparta jest na zbliżeniu się do dawnego, artystycznemu typu kina. Repertuar Awangardy przybliża widzom wartościowe, nieraz mniej komercyjne filmy z kraju i zagranicy, nie pomijając jednak produkcji masowych.
Przy kinie, swym wnętrzem stylizowanym na budynek typu retro, działają Filmowa Herbaciarnia oraz Filmowy Bar Kawowy MM.